# Aequo pulsat pede
La locuzione latina Aequo pulsat pede è tratta da Orazio, Odi, I, 4, 13 e si può tradurre con "[la morte] colpisce con piede imparziale".
L'espressione significa quindi che la morte non fa distinzione fra monarchi e sudditi, fra ricchi e poveri, fra giovani e vecchi.

## Citazioni
Una traduzione letteraria si può trovare in Torquato Tasso, Ger. Lib., IX, 67-68:

Miete i vili e i potenti, e i più sublimi
E i più superbi capi adegua agl'imi

Un'altra famosa citazione è nella poesia 'A livella di Totò.
In parte diverso è invece il richiamo che ne fa Francesco Petrarca:

Morte fura
Prima i migliori, e lascia star i rei